# IAPMO R&T
IAPMO R&T — американское агентство сертификации в области трубопроводов и механизмов, орган Международной ассоциации руководителей в области сантехники и механики. Начало свою деятельность в 1936 году. IAPMO R&T аккредитовано для сертификации продукции, которая соответствует критериям единых стандартов сантехники, единых стандартов в механическом оборудовании, единых стандартов в оборудования по использованию солнечной энергии, единых стандартов для бассейнов, СПА и гидромассажных ванн и других национально признанных стандартов в США и Канаде.
IAPMO R&T аккредитована Американским национальным институтом стандартов (ANSI) и Советом по стандартам Канады (SCC) в качестве независимого и авторитетного органа по оценке соответствия для управления системой сертифицирования и маркировки материалов и продуктов (сертификации). Агентство признано во всем мире компетентными органами.
Процесс включения продукции в перечень сертифицированной продукции включает в себя первоначальные и текущие испытания продукции, периодическую проверку текущего производства перечисленных продуктов и предоставление опубликованного отчета указанного производителя и конкретных продуктов, которые содержат детальную информацию о соответствии материала или продукта применимым стандартам и были признаны безопасными для использования определённым образом.
Знаки соответствия IAPMO: